# Trolleybus van Weimar

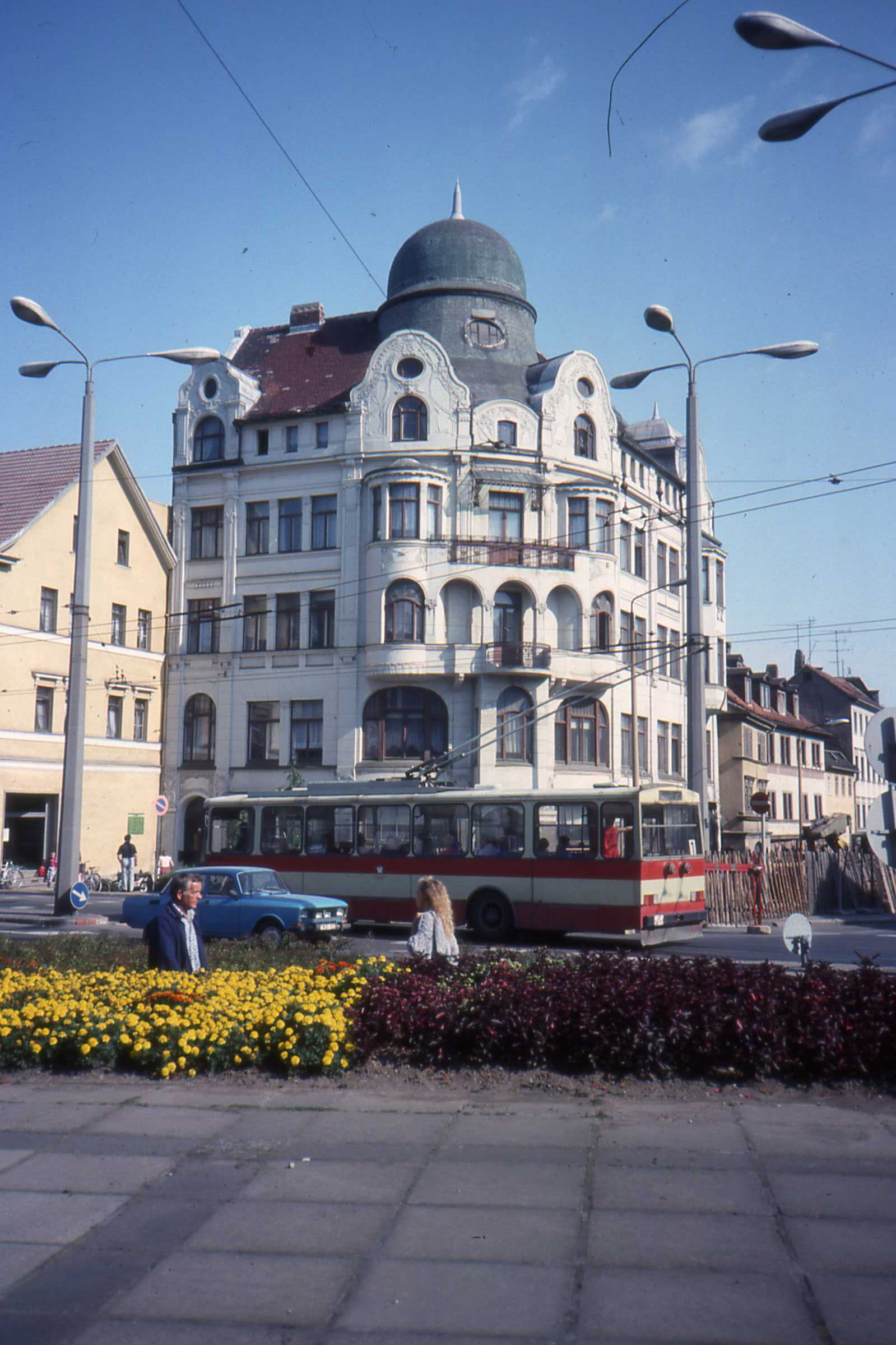
Trolleybus aan de Wielandplatz

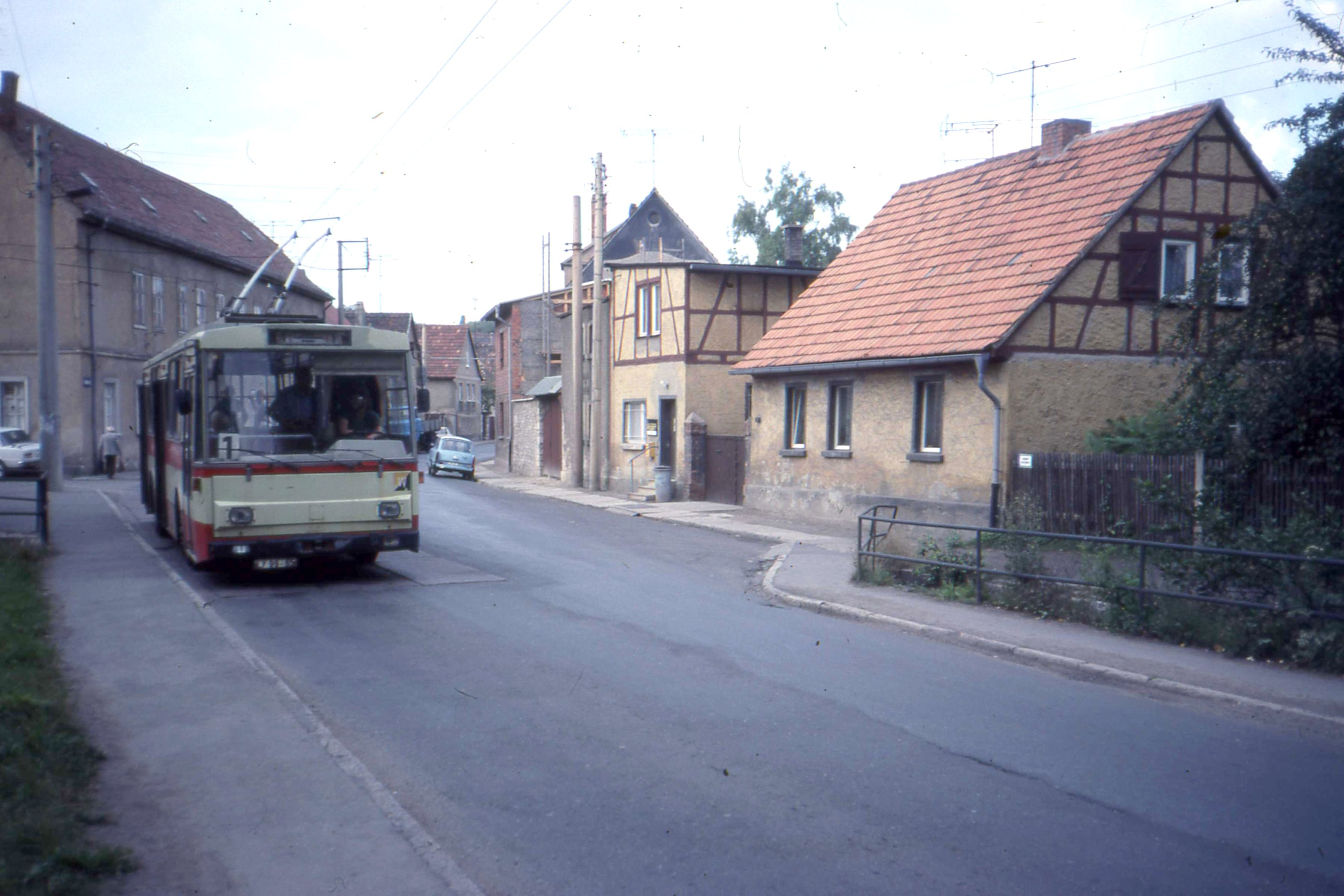
In Ehringsdorf

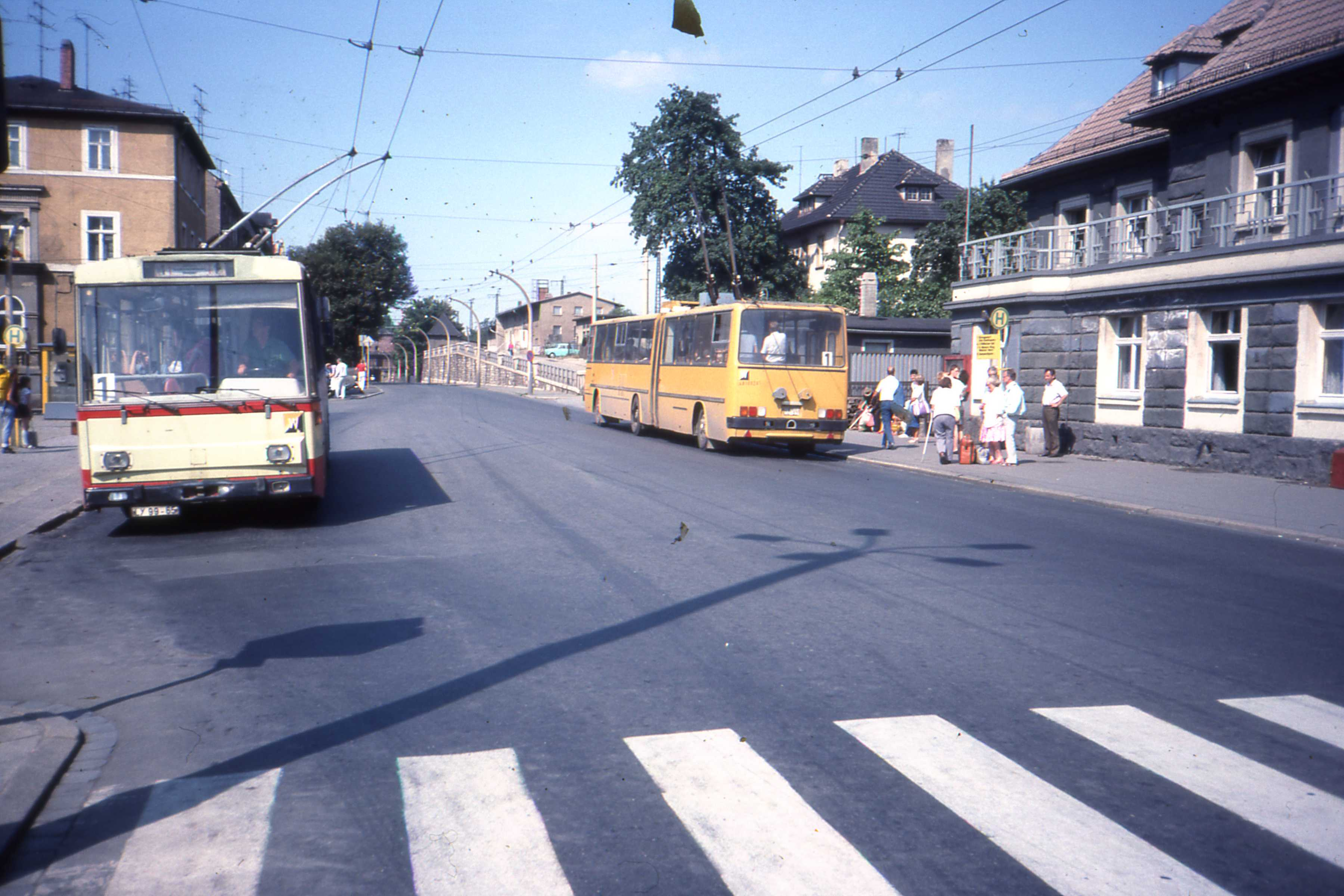
Een Škoda 14Tr en een Ikarus 280T kruisen aan het station van Weimar

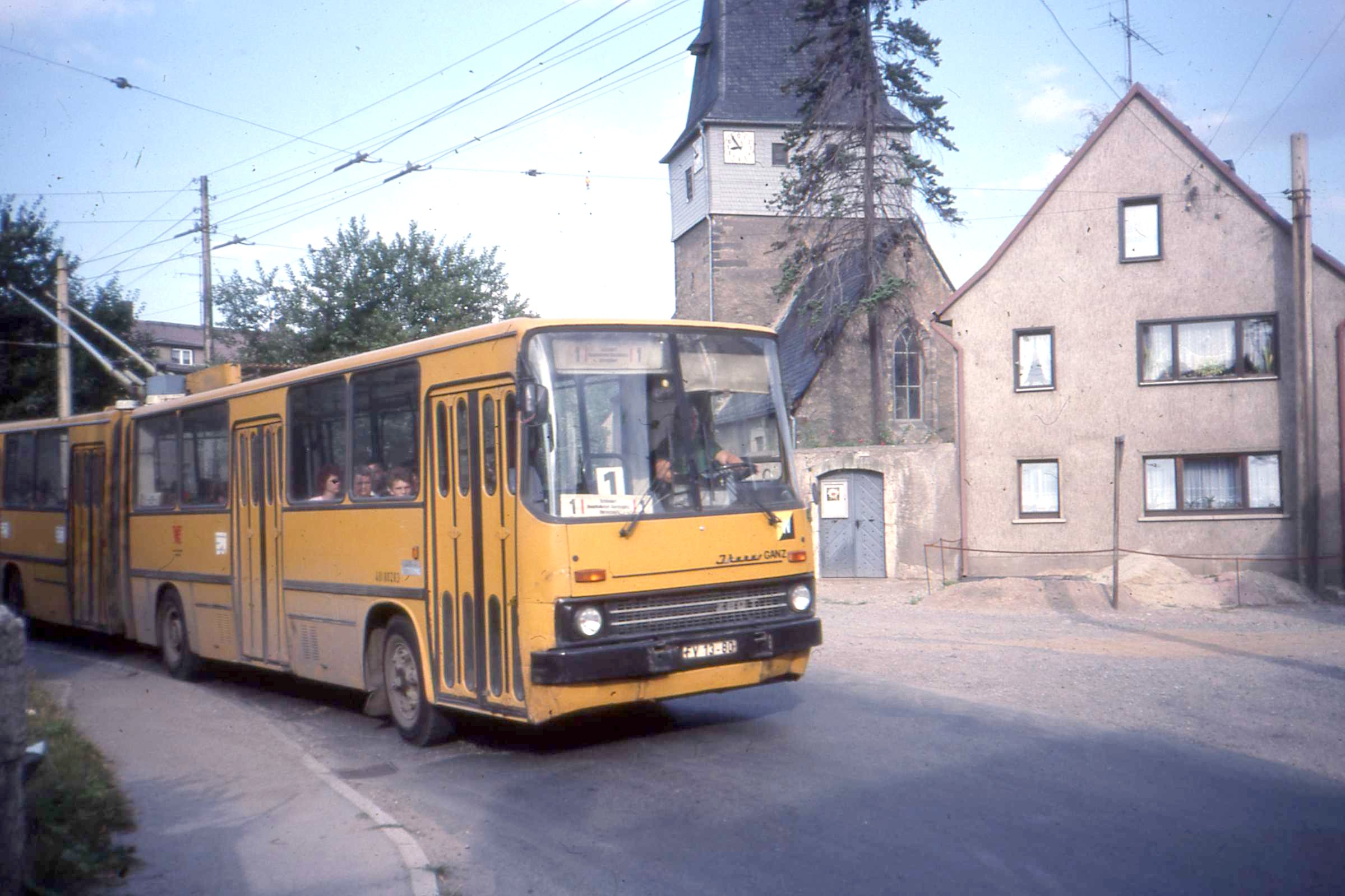
Ikarus 280T op lijn 1

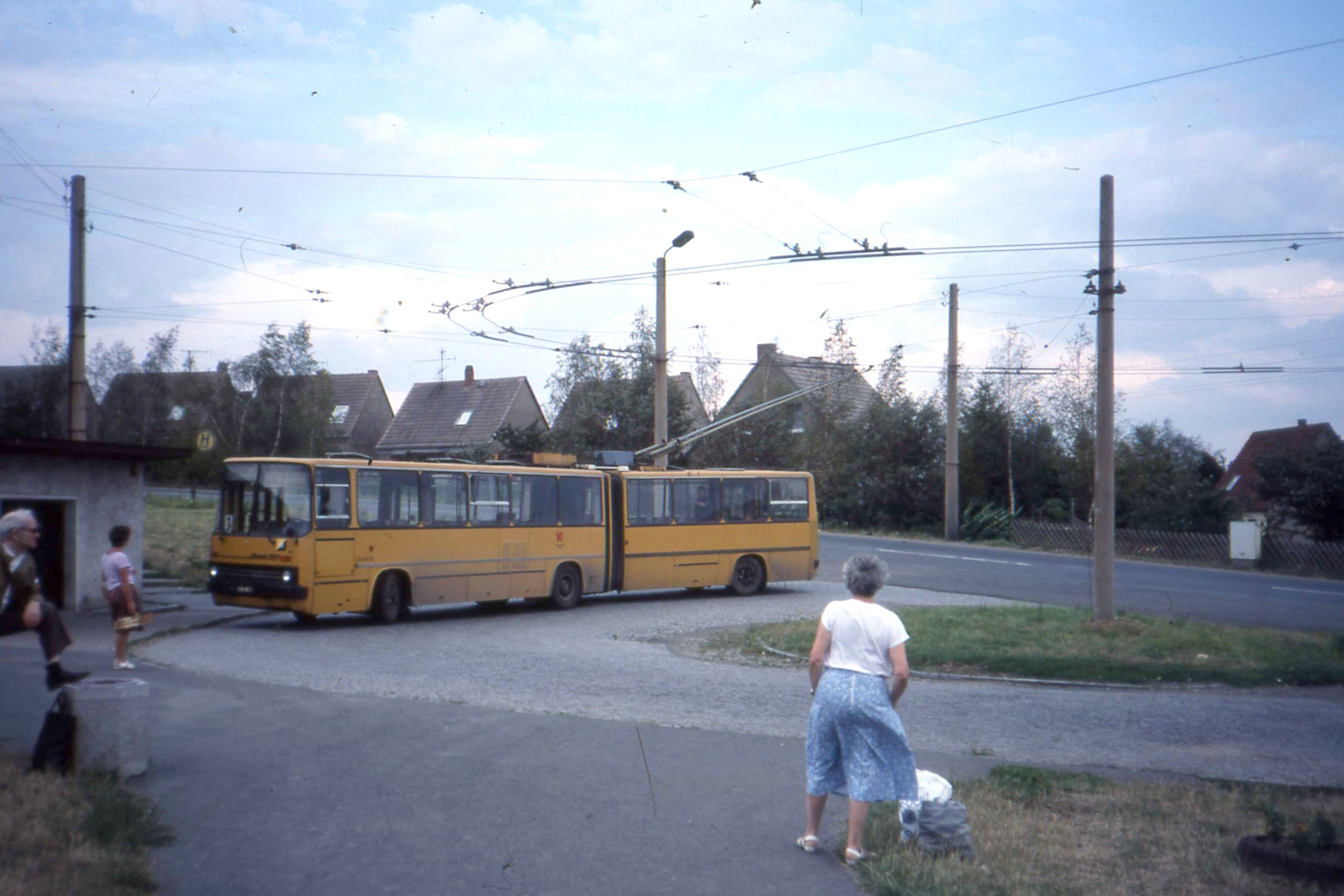
Keerlus Schöndorf

De trolleybus van Weimar zorgde tussen 1948 en 1993 voor de bediening van een belangrijk deel van het stedelijk openbaar vervoer in Weimar, een stad in de Duitse deelstaat Thüringen.

## Geschiedenis

### Opening
Toen de tram in Weimar in 1937 werd opgeheven, waren er reeds plannen voor de aanleg van een trolleybusnet. Deze liepen echter grote vertraging op, voornamelijk als gevolg van de Tweede Wereldoorlog. Vrij snel na het einde van de oorlog werden nieuwe plannen ontvouwen voor de toenmalige hoofdstad van de deelstaat Thüringen. Ondanks de politiek en economisch moeilijke tijden, slaagde de Kommunalen Wirtschafts-Unternehmen (KWU) der Stadt Weimar er op 2 februari 1948 in om de eerste trolleybuslijn te openen.
Deze lijn had een lengte van 6,85 km en liep van Ehringsdorf in het Zuiden via de Goetheplatz naar het station van Weimar en vervolgens naar het Noorden tot aan het onderstation (Umspannwerk). De trolleybus reed om het half uur. Een vanaf 3 juli 1950 aan het onderstation aansluitende buslijn naar Schöndorf werd eveneens onder draad gebracht zodat trolleybuslijn 1 vanaf 1 december 1953 met 1,4 km kon verlengd worden. De frequentie werd tijdens de spits verhoogd tot een voertuig om het kwartier. Ondertussen werd het bedrijf vanaf 1951 omgevormd tot de VEB (K) Städtischer Verkehr Weimar.
Trolleybuslijn 2, die op 3 mei 1954 in dienst kwam tussen Weimar Berkaer Bahnhof, de Goetheplatz en de Bodelschwinghstraße in Oberweimar, werd al vanaf 5 maart 1951 vanaf de Goetheplatz uitgebaat als buslijn. Trolleybuslijn 2 had een lengte van 3,8 km en werd op 28 maart 1957 aan het eindpunt Berkaer Bahnhof met 0,6 km verlengd naar de Damaschkestraße. Daar werd gelijktijdig de nieuwe trolleybusstelplaats geopend. Voordien deed de voormalige tramstelplaats in Kirschberg dienst.

### Voorlopig einde van de trolleybusexploitatie
Vanaf 11 januari 1966 werd trolleybuslijn 2 opnieuw met dieselbussen uitgebaat. Trolleybuslijn 1 werd sinds 1963 op het deeltraject station - Falkenberg en vanaf 1971 over de volledige lengte bediend met een vijf minutenfrequentie. Naast deze enige trolleybuslijn, telde Weimar nog vijf buslijnen. Op 1 januari 1972 nam de VEB Kraftverkehr Weimar, die tot dan enkel verantwoordelijk was voor buslijnen in de omgeving van de stad, ook het binnenstedelijk vervoer over.
In de volgende jaren werden de nieuwe woonwijken enkel door buslijnen ontsloten; trolleybuslijn 1 werd in 1982 tijdelijk en uitsluitend met dieselbussen bediend.

### Korte terugkeer van de trolleybussen
Door de oliecrisis van de jaren 1980 won de trolleybus opnieuw aan belangstelling gezien de benodigde elektriciteit gewonnen kon worden uit de inlandse bruinkool. Vanaf 2 september 1985 reden trolleybussen op de 3,1 km lange lijn 8 tussen het station en de Damaschkestraße. Na de Wende kwam op 1 maart 1990 een nieuw traject van 2,2 kilometer in dienst tussen de Erfurter/Fuldaer Straße en Weimar West. Deze werd verbonden met het noordelijk deel van lijn 1, terwijl het zuidelijk deel van de lijn (Goetheplatz - Ehringsdorf) tijdelijk met dieselbussen werd uitgebaat. Zo ontstond de 7,8 kilometer lange lijn 71 van Weimar West via de Goetheplatz en het station naar Schöndorf. Tussen Ehringsdorf en Weimar Nord reed buslijn 11 gedeeltelijk parallel aan trolleybuslijn  71.
Begin 1991 werd het stadsvervoer door de stad ondergebracht in de Verkehrsbetrieb Weimar GmbH (VBW).  In de volgende jaren wisselden diverse grootschalige plannen voor het trolleybusnet, waarbij ook de inzet van duo-bussen overwogen werd, met plannen tot opheffing ervan en omzetting tot dieselbusexploitatie. Na de vervanging van trolleybuslijn 8 op 4 februari 1991 door dieselbuslijn 2, bleef enkel nog trolleybuslijn 71 over tussen Weimar West en Schöndorf. Vanaf 19 mei 1992 werd deze nog enkel van maandag tot vrijdag elektrisch bereden op het deeltraject Weimar West - station.

### Einde van de elektrische exploitatie

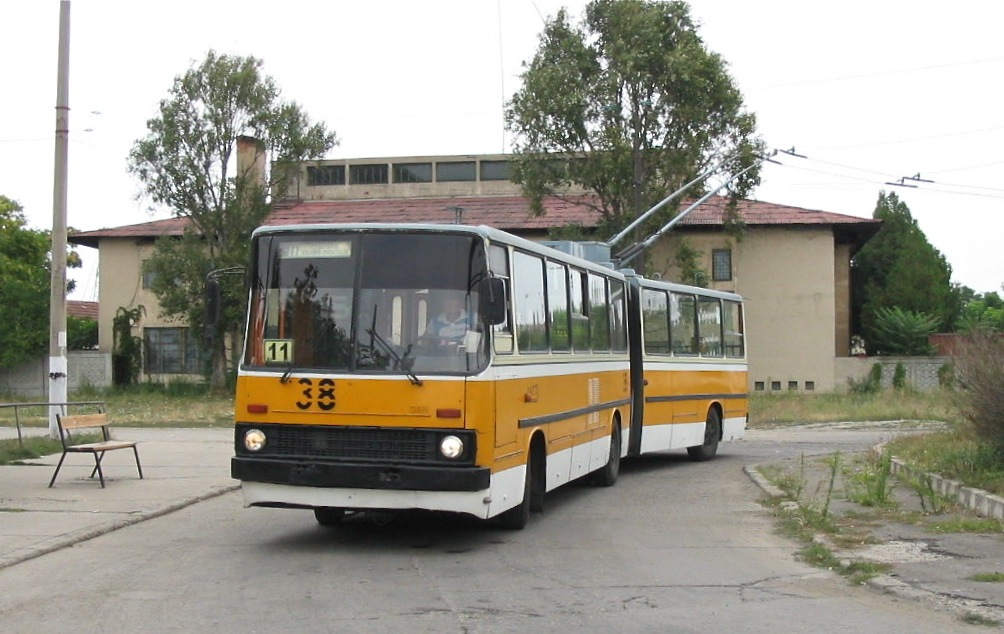
Trolleybus 204 werd onder zijn nieuw nummer 38 nog tot 2008 ingezet in Timișoara.

Ook deze restexploitatie duurde niet lang meer. Op 2 april 1993 reed de trolleybus van Weimar zijn laatste ritten. Daarmee eindigde het tijdperk van elektrisch stadsvervoer in Weimar. Sinds 1899 hadden tram en trolleybus als elektrische vervoermodi een wezenlijke bijdrage geleverd aan het stedelijk openbaar vervoer. De gelede Ikarus-trolleybussen 204, 217 en 218 verhuisden in 1996 naar het trolleybusbedrijf van Timișoara (Roemenië) waar ze tot 2008 ingezet werden.
Gedurende enkele jaren werd nog gepoogd om het milieuvriendelijk vervoermiddel nieuw leven in te blazen. In de zomer 1993 telde het stadsnet echter al tien lijnen met een totale lijnlengte van 75 kilometer. Hiervoor stonden 53 bussen ter beschikking.

## Voormalige trolleybuslijnen
- 1 Ehringsdorf - Falkenburg - Goetheplatz - Bahnhof - Umspannwerk - Schöndorf
Van 2 februari 1948 tot Umspannwerk, vanaf 1 december 1953 tot Schöndorf; opheffing op 28 februari 1990
- 2 Oberweimar, Bodelschwinghstraße - Goetheplatz - Berkaer Bahnhof - Damaschkestraße
Vanaf 3 mei 1954 tot Berkaer Bahnhof, van 28 maart 1957 tot Damaschkestraße; opheffing op 10 januari 1966
- 8 Bahnhof - Goetheplatz - Berkaer Bahnhof - Damaschkestraße
Van 2 september 1985 tot 1 februari 1991
- 71 Weimar West - Goetheplatz - Bahnhof - Schöndorf
Vanaf 1 maart 1990 tot Schöndorf, vanaf 19 mei 1992 slechts tot Bahnhof en slechts van maandag tot vrijdag; opheffing op 2 april 1993